# Midsjö
Midsjö är en bebyggelse i Rimbo socken i Norrtälje kommun, Stockholms län. Fram till 2015 utgjorde bebyggelsen en separat småort som då uppgick i tätorten Rimbo.